# NGC 4605
NGC 4605 је спирална галаксија у сазвежђу Велики медвед која се налази на NGC листи објеката дубоког неба.
Деклинација објекта је + 61° 36' 30" а ректасцензија 12h 39m 59,3s. Привидна величина (магнитуда) објекта NGC 4605 износи 10,1 а фотографска магнитуда 10,8. Налази се на удаљености од 4,0000 милиона парсека од Сунца. NGC 4605 је још познат и под ознакама UGC 7831, MCG 10-18-74, CGCG 293-31, KARA 543, IRAS 12378+6152, PGC 42408.